# Distretto di Tron
Il distretto di Tron (in thailandese: ตรอน) è un distretto (amphoe) della Thailandia, situato nella provincia di Uttaradit.